# Anne Nissinen
Anne Nissinen est une organiste, pianiste et claveciniste classique finlandaise.

## Biographie
Anne Nissinen est membre de l'ensemble Vox Luminis qui interprète le Stabat Mater de Domenico Scarlatti et elle y joue à l'orgue deux sonates de ce compositeur : sonates K. 87 et K. 417. Elle reçoit un accueil positif de la critique, notamment d'Olivier Vrins du magazine Crescendo d'avril-mai 2008, lors du millésime 1685 du compositeur et de Bach : 

« Le présent enregistrement prend le parti intelligent de séparer chacune des quatre compositions sacrées par une Sonate jouée non au clavecin mais à l'orgue, rappelant ainsi les auditeurs au recueillement après les pompes du Te Deum et de l'"Amen" final du Stabat. Si aucune œuvre pour orgue de Domenico Scarlatti n'a pu être identifiée à ce jour, il y a tout lieu de penser qu'il en écrivit à ses heures. L'expérience ici réalisée démontre à quel point certaines de ses Sonates pour clavecin peuvent trouver avec bonheur leur réalisation sur l'instrument à tuyaux! L'orgue emmené de mains de maître par Anne Nissinen bénéficie de l'admirable acoustique de l'Abbaye de Maredsous. »

## Discographie
- Domenico Scarlatti, Stabat Mater - Zsuzsi Tóth, Sarah Abrams, Sara Jäggi, Helen Cassano, sopranos ; Paulin Bündgen & Jan Kullmann, contreténors ; Robert Buckland & João Sebãstiao, ténors ; Bertrand Delvaux & Lionel Meunier, basses. Anne Nissinen, orgue ; Ricardo Rodríguez Miranda, viole de gambe ; Jan Cizmar, théorbe ; Vox luminis, ensemble vocal et instrumental, dir. Lionel Meunier (2-5 juillet 2007, Ricercar RIC 258)[3],[4] (OCLC 937020256) — avec les sonates K. 87 et 417.